# Weißgerippte Lolcheule

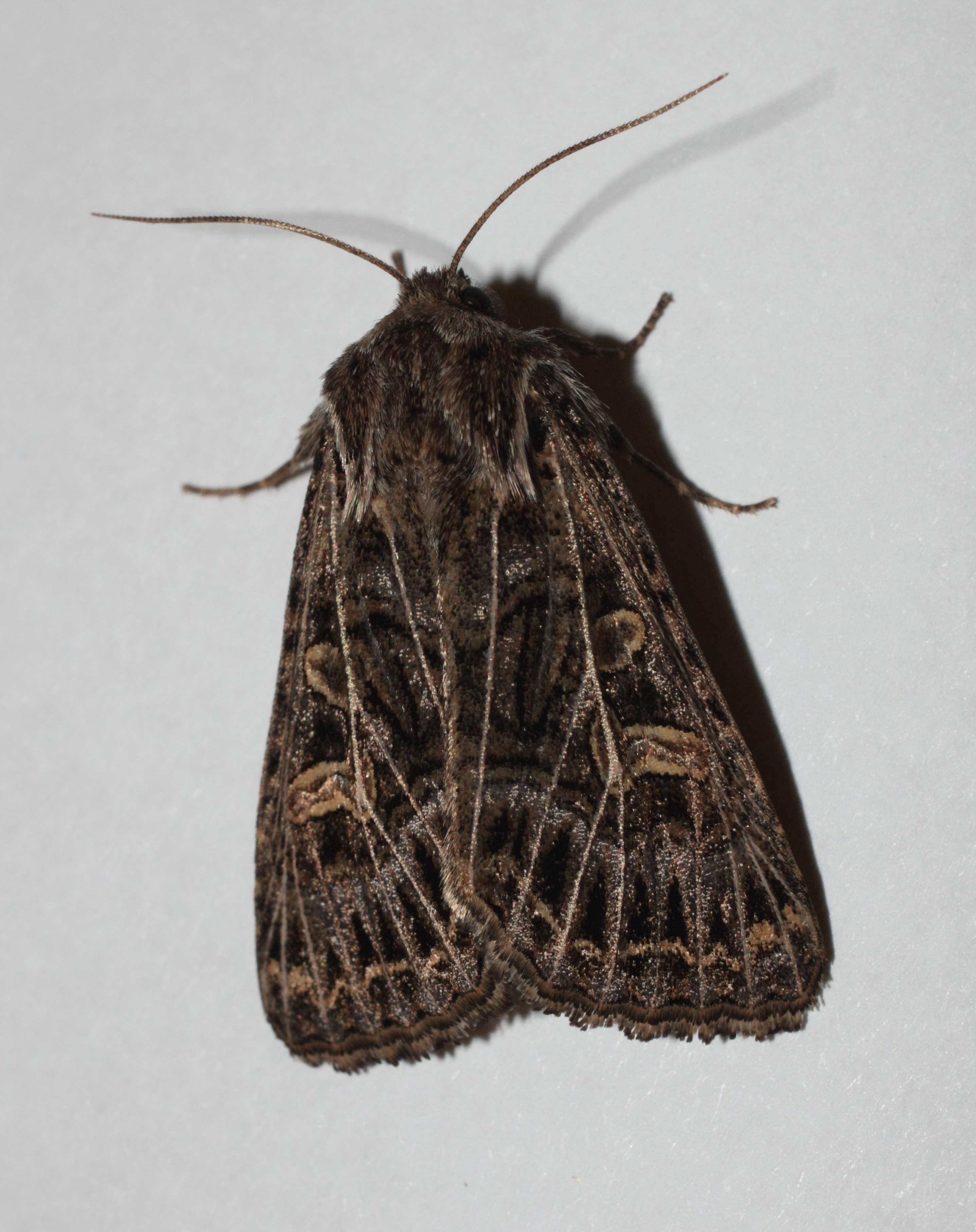
Weißgerippte Lolcheule, Weibchen

Die Weißgerippte Lolcheule (Tholera decimalis, Syn.: Epineuronia popularis), zuweilen auch als Große Raseneule bezeichnet, ist ein Schmetterling (Nachtfalter) aus der Familie der Eulenfalter (Noctuidae).

## Merkmale

### Falter
Die Flügelspannweite der Falter beträgt 34 bis 46 Millimeter. Die Grundfarbe der Vorderflügel ist dunkelbraun. Arttypisch sind die auffallend weiß bestäubten Adern. Ring- und Nierenmakel sind weißlich umrandet. An der  Innenseite der weißgelben Wellenlinie befinden sich dunkle Pfeilflecke. Die Hinterflügel zeigen eine graubraune Färbung. Die Fühler der Männchen sind beidseitig lang gekämmt, diejenigen der Weibchen sehr kurz bewimpert.

### Ei
Das Ei ist kugelig, an der Basis stark abgeflacht, kräftig gerippt und von grünweißer Farbe.

### Raupe
Jüngere Raupen sind zunächst grünlich gefärbt und ändern ihre Farbe mit zunehmender Entwicklung in glänzend bräunliche Tönungen. Rücken- und Nebenrückenlinien sind gelbbraun.

### Ähnliche Arten
Die Weißgerippte Lolcheule ähnelt der Buchdruckereule (Naenia typica), deren Flügel jedoch wesentlich breiter sind sowie der kleineren Tholera hilaris, die schmalere Flügel aufweist.

## Verbreitung und Lebensraum
Die Art ist in Europa weit verbreitet und kommt auch in Kleinasien, dem westlichen Zentralasien, in Südsibirien sowie in Nordafrika vor. Hauptlebensraum sind grasige Hänge, Gärten sowie Wiesen- und Weideland.

## Lebensweise
Die nachtaktiven Falter fliegen in einer Generation hauptsächlich im August und September. Sie besuchen gerne künstliche Lichtquellen. Da ihr Saugrüssel sehr kurz ist, erscheinen sie nur selten an Ködern. Die Raupen leben ab September. Sie ernähren sich bevorzugt von den Wurzeln verschiedener Grasarten, sind sehr gefräßig und können zuweilen an Lolch- (Lolium), Quecken- (Elymus) oder Getreidearten schädlich auftreten. Sie überwintern und verpuppen sich im Juli des folgenden Jahres.

## Gefährdung
In Deutschland ist die Weißgerippte Lolcheule nicht gefährdet.